# Alveopora excelsa
Alveopora excelsa is een rifkoralensoort uit de familie van de Poritidae. De wetenschappelijke naam van de soort is voor het eerst geldig gepubliceerd in 1864 door Verrill.